# 中元雄
ナカモト ユウ（中元 雄、1991年9月14日 - ）は、日本の映画監督。広島県出身。

## 経歴
広島県福山市出身。
子どものころから映画好きで、ジャッキー・チェンやブルース・リーは特に好きだった。中学のときにはコンパクトデジカメを使って、ストーリーのあるアクション動画っぽいものを撮ったこともある。だが、映画監督の志望はなく、広島県立戸手高等学校を卒業した後は穴吹ビジネス専門学校（広島市）のCGデザイン学科に入り、卒業後は東京でWEBデザイナーとして就職もする。高校卒業間際に3年生の仲間3人でアクション・ホラーにギャグ要素も盛り込んだ作品を撮って、高校の全生徒に観てもらったり、就職後も作品を撮ってはYouTubeで公開することもしていた。
2016年に東京俳優・映画&放送専門学校へ入学し在校中に製作した映画は、2017年に『FUNNY DRIVE』が第20回小津安二郎記念蓼科高原映画祭・短編映画コンクールに入賞、2018年には『怪しい隣人』が第12回TOHOシネマズ学生映画祭ショートフィルム部門でグランプリを獲得、『DEAD COP』はカナザワ映画祭2018にて「期待の新人監督」部門でグランプリを各区得したほか、福岡インディペンデント映画祭2018でもアクション賞を獲得。『一文字拳 序章 −最強カンフー少年対地獄の殺人空手使い−』はカナザワ映画祭2018にて「期待の新人監督」でグランプリを獲得したほか、第40回ぴあフィルムフェスティバルで入選するなど、さまざまな映画祭で入賞を果たしている。『いけにえマン』、『はらわたマン』は2019年10月に池袋シネマ・ロサで上映された。
こういった自主映画の受賞や活動が認められ、2019年に公開された『スマホ拾っただけなのに』は初の商業映画としてオファーを受けることになった。

## 主な作品
- 『一文字拳 序章 −最強カンフー少年対地獄の殺人空手使い−』（2018年）- 監督・脚本
- 『いけにえマン』（2018年）- 監督・脚本
- 『スマホ拾っただけなのに』（2019年）- 監督・脚本
- 『帰ってきた一文字拳』（2019年）- 監督・脚本
- 『はらわたマン』（2019年）- 監督・脚本
- 『地獄のテレワーク 電脳戦士ヤスダ対暗黒企業』（2020年）- 監督・脚本
- 『列島制覇 非道のうさぎ』（2021年）- 監督・脚本
- 『死霊軍団 怒りのDIY』（2021年）- 監督・脚本
- 『福山市長に1日密着してみた』（2022年）- 監督・脚本
- 『先生！口裂け女です！』（2023年）- 監督・脚本